# Carlo Caneva
Carlo Caneva (Udine, 22 aprile 1845 – Roma, 25 settembre 1922) è stato un generale italiano, comandante del Corpo d'Armata Speciale in Libia, nell'ambito della guerra italo-turca.

## Biografia
Nacque a Udine il 22 aprile 1845 figlio di Luigi e di Caterina Giavedoni, Arruolatosi nell'Imperiale e regio esercito entrò come allievo presso l'Accademia militare di Wiener Neustadt, passando poi alla scuola d'artiglieria di Märisch-Weisskirchen, conseguendo il grado di sottotenente. Partecipò alla guerra del 1866 combattendo in Boemia nelle file del 7º Reggimento d'artiglieria; quindi, in seguito alla cessione al Regno d'Italia del Veneto, lasciò l'esercito austriaco ed entrò in quello italiano il 31 gennaio 1867 come sottotenente d'artiglieria. Frequentò la Scuola di applicazione d'artiglieria e genio, poi, promosso luogotenente (1869), la scuola superiore di guerra, passando quindi nel Corpo di Stato maggiore. Capitano nel 1875, maggiore nel 1882, poi tenente colonnello capo di stato maggiore della divisione di Genova, nel 1891 ottenne il grado di colonnello e il comando del 41º Reggimento di fanteria, che tenne fino al 1895.
Fu quindi Capo di stato maggiore del VI Corpo d'armata e poi dal settembre 1896 al marzo 1898 in Eritrea, dove prese parte alla campagna contro i Dervisci. Maggior generale nel 1898, comandò per quattro anni la Brigata "Re"; tenente generale nel 1902, resse successivamente la divisione di Palermo e quella di Messina, indi dal 1904 al 1907 fu comandante in seconda del Corpo di stato maggiore. Tenne poi il comando della divisione di Verona, nel 1909 passò a quello del VII Corpo d'armata di Ancona e subito dopo a quello del III Corpo d'armata di Milano; il 30 settembre 1910 ricevette la designazione al comando di un'armata in caso di guerra.
Verso la metà del settembre 1911, quando si era appena messo in luce dirigendo il partito vincente nelle grandi manovre estive, fu prescelto a comandare il Corpo d'armata speciale incaricato di occupare la Tripolitania e la Cirenaica (il conferimento ufficiale dei pieni poteri militari e civili porta la data dell'8 ottobre). Data la repentinità con cui il governo Giolitti aveva deciso di ricorrere alle armi, i piani e le predisposizioni relative dovettero essere improvvisati da lui e dal generale Alberto Pollio, Capo di stato maggiore del Regio Esercito, in pieno accordo, del resto, con le autorità governative e gli ambienti che avevano appoggiato l'espansione italiana in Africa settentrionale. Si deve quindi attribuire a lui solo una responsabilità minore nella sottovalutazione delle difficoltà dell'impresa.
Poiché infatti si calcolava che le truppe turche in Tripolitania e Cirenaica (meno di 5.000 uomini) non avrebbero avuto l'appoggio delle popolazioni arabe, fu ritenuta sufficiente per il corpo di spedizione italiano una forza totale di 34.500 uomini, 6.300 quadrupedi e 72 pezzi d'artiglieria. Con queste truppe furono occupati tra il 4 e il 21 ott. 1911 i centri di Tobruk, Tripoli, Derna, Bengasi, Homs; ma i violenti combattimenti di Sciara Sciat e Bu Meliana (oasi di Tripoli, 23 e 26 ottobre) dimostrarono che i turchi avevano dietro a sé tutta la popolazione ed erano quindi in grado di impedire ogni progresso italiano nell'interno e addirittura di esercitare una seria minaccia per i presidi delle città occupate. Essa appare in alcune fotografie scattate dal corrispondente di guerra francese Gaston Chérau, che cita anche il comportamento nelle lettere scambiate con la moglie.
La strategia italiana fu perciò sottoposta a revisione, sulla linea di una sua relazione al Ministro della guerra del 6 novembre. Prima della fine dell'anno vennero sbarcati in Tripolitania e Cirenaica altri 67.000 uomini, 8.300 quadrupedi e 154 pezzi d'artiglieria, con i quali fu consolidata l'occupazione italiana dei centri costieri e iniziati grossi lavori di fortificazione. La proclamazione della legge marziale, da lui fortemente voluta, in tutta la regione (23 ottobre) segnò inoltre l'inizio di una politica più dura verso la popolazione. Attraverso perquisizioni, processi ed esecuzioni sommarie, distruzioni di case e di coltivazioni e il blocco economico tra le oasi costiere e l'interno, i comandi italiani miravano a stroncare la resistenza araba dando la misura della loro potenza e decisione.
Questa linea d'azione metteva le truppe italiane al sicuro da rovesci parziali (e infatti tutti gli attacchi turco-arabi alle fortificazioni italiane nel corso dell'inverno vennero respinti con successo), ma allontanava nel tempo l'estensione del dominio italiano a tutto il territorio libico. Ne derivava un grave ostacolo all'azione diplomatica per il riconoscimento internazionale della sovranità italiana sulla Tripolitania e la Cirenaica, proclamata unilateralmente il 5 novembre 1911. Giolitti e il Ministro degli esteri Marchese di San Giuliano richiesero quindi a più riprese e con energia una più dinamica condotta della guerra, ma lui, sempre più convinto delle difficoltà della situazione, fu sostenuto da Pollio e dal Ministro della guerra Spingardi, decisi a evitare ogni rischio di insuccesso anche parziale che riaprisse le ferite di Adua. Anche le proteste della stampa nazionalista, che accusava lo accusavano di inerzia, contribuirono a scuoterne la posizione.
L'espansione del dominio italiano in terra libica fu quindi proseguita con cautela, più che altro con l'ampliamento dei campi trincerati attorno ai centri costieri. Nel corso dell'inverno fu esteso il controllo italiano a tutta l'oasi di Tripoli. Poi la primavera del 1912 vide lo sviluppo di offensive a medio raggio: nell'aprile ebbero inizio le operazioni nella zona di Zuara (occupata in agosto) e del confine tunisino, in giugno fu attaccata Zanzur, tra giugno e luglio conquistata Misurata. Alla fine d'agosto le truppe italiane avevano esteso il proprio dominio a tutta la fascia costiera della Tripolitania; assai minori i progressi in Cirenaica, sempre limitati ai dintorni dei centri occupati. Tutto l'interno restava saldamente nelle mani degli arabo-turchi, tanto che il governo italiano fu costretto a cercare una soluzione del conflitto colpendo la Turchia nell'Egeo.
A fine agosto egli fu richiamato a Roma e il 2 settembre 1912 esonerato dal comando, che fu ripartito tra il generale Ottavio Ragni, per la Tripolitania, e il generale Briccola, per la Cirenaica. Con questo provvedimento il governo voleva dare l'impressione che la situazione si andasse normalizzando, tanto da non richiedere più un comando unico (e infatti erano a buon punto le trattative diplomatiche col governo turco). Per evitare che il suo esonero assumesse un significato punitivo, egli fu promosso generale d'esercito (19 settembre 1912), il più alto grado della gerarchia militare conferibile solo a chi avesse comandato un'armata in battaglia. Un anno e mezzo più tardi, nel maggio 1914, lasciò il servizio attivo per raggiunti limiti di età.
Durante la prima guerra mondiale non fu richiamato in servizio, a causa dell'età ormai avanzata e del grado superiore a quello di Cadorna. Furono proprio il suo alto grado e l'estraneità al conflitto in corso a farlo designare come presidente della Commissione nominata dal presidente del Consiglio Orlando il 12 gennaio 1918 per indagare sulle cause e le responsabilità del disastro di Caporetto. La Commissione d'inchiesta sul ripiegamento dall'Isonzo al Piave era composta, oltre che da lui, da sei membri: il generale Ragni, il viceammiraglio Canevaro, l'avvocato generale militare Tommasi, il senatore Bensa e gli onorevoli Raimondo e Stoppato. I poteri della commissione erano ampi e il suo lavoro fu minuto e scrupoloso, anche se non immune da critiche. Sembra infatti ormai accertato (sulla base della testimonianza del senatore Paratore, allora assai legato al presidente del Consiglio) che fu un intervento di Orlando (sollecitato a sua volta da Diaz) a indurre la commissione a sorvolare sulle responsabilità di Badoglio, per evitare una crisi del Comando Supremo nel momento di maggiore pericolo. Ad un invito del genere non poteva certo sottrarsi il Caneva, sempre compenetrato di profondo rispetto per l'autorità.
La relazione della commissione d'inchiesta, consegnata al presidente del Consiglio Nitti il 24 luglio 1919 e subito resa nota nella sua parte essenziale, fu oggetto di immediate violente polemiche e poi progressivamente sepolta sotto un silenzio disdegnoso perché aveva mosso documentate accuse ai comandi italiani. Effettivamente la relazione rigettava la responsabilità del crollo del fronte italiano sulle autorità militari e particolarmente su Cadorna e Capello, che avevano chiesto alle truppe già logore sforzi sanguinosissimi e sempre nuovi, portandole sull'orlo del collasso. Di questo malgoverno dei soldati erano fornite prove numerose ed efficaci, che diedero esca alle critiche socialiste e giolittiane al momento della pubblicazione della relazione. Le destre rimproverarono alla commissione di aver insistito solo su questo aspetto della sconfitta, lasciando in ombra sia i combattimenti (in modo da non dover chiamare in causa Badoglio) sia soprattutto le responsabilità del governo e delle sinistre. Questi rimproveri non sono privi di fondamento. Va però considerato che Cadorna e la propaganda d'ispirazione militare e nazionale avevano ributtato ogni colpa sul crollo morale dei soldati, cioè in ultima analisi sul governo e sul disfattismo, coinvolgendo socialisti, giolittiani, Parlamento e Orlando in un'unica condanna.
La commissione, a sua volta, capovolgeva queste accuse, addossando ogni responsabilità ad alcuni generali, ma salvando l'organismo militare nel suo complesso, il Parlamento e i partiti; accertava quindi responsabilità innegabili, ma non conduceva a fondo la sua analisi politica. La relazione offriva così a Nitti la possibilità di chiudere il dibattito sulle responsabilità di Caporetto con il sacrificio di alcuni generali (Cadorna, Capello, Porro e Cavaciocchi, messi in congedo all'inizio del settembre) e con l'assoluzione di tutte le altre forze in questione, dall'esercito ai partiti. Calmatasi l'eco delle polemiche, Caneva fu fatto membro della commissione consultiva creata il 25 luglio 1920 dal ministro della Guerra Bonomi per aiutarlo nel riordinamento dell'esercito.
Tra i riconoscimenti che aveva avuto nella sua lunga carriera, ricordiamo la nomina a Cavaliere di gran croce, decorato del gran cordone dell'Ordine della Corona d'Italia (1909), quelle a senatore (marzo 1912) e a Cavaliere di gran croce, decorato del gran cordone dell'Ordine dei Santi Maurizio e Lazzaro (1913) e il conferimento del gran cordone dell'Ordine coloniale della Stella d'Italia (1915).

## Carriera militare

### Nell'esercito austriaco
Nato in Friuli, che allora con il Regno Lombardo-Veneto faceva parte dell'Austria, iniziò la carriera militare nell'esercito austriaco come sottotenente d'artiglieria nell'armata austriaca di Benedek. Dopo la guerra austro-prussiana e la sconfitta austriaca a Sadowa cui Caneva prese parte, e la conseguente cessione del Veneto al regno d'Italia, decise di arruolarsi nel Regio Esercito italiano nel 1867.

### Nell'esercito italiano
Terminati i regolari studi alla Scuola di Guerra, venne aggregato allo Stato Maggiore e nel 1896 partì per l'Eritrea come colonnello di fanteria per combattere contro l'Etiopia e i Dervisci, campagne in cui si guadagnò il grado di maggior generale. Al comando di una guarnigione a Cassala resistette contro i mahadisti finché imbattuto riconsegnò il forte agli egiziani.

## La guerra italo-turca
Nel 1911, dopo aver avuto i comandi di divisione e di corpo d'armata, e dopo essersi distinto nelle manovre estive di quell'anno, venne prescelto quale comandante del Corpo d'Armata Speciale (che comprendeva le forze destinate a occupare la Tripolitania e la Cirenaica allo scoppio della Guerra italo-turca). Fu lui quindi a comandare le operazioni contro l'Impero ottomano e la guerriglia senussita guidata da Omar al-Mukhtar fino all'anno dopo.

### La battaglia di Ain Zara

Caneva con il governatore della Tripolitania italiana Raffaele Borea Ricci D'Olmo a Tripoli.

Seguì le operazioni per l'occupazione dell'oasi di Ain Zara che si protrassero fin nel pomeriggio inoltrato e videro la completa vittoria italiana e la rotta dell'avversario. Essendo sopraggiunta la sera il generale Caneva ritenne opportuno non comandare l'inseguimento del nemico sconfitto. La decisione nuovamente di non inseguire il nemico attirò nuove dure critiche al generale Caneva e il giornalista Corrado Zoli ne imputò la decisione a un suo crollo di nervi.
In realtà Caneva era ben conscio dei pericoli del deserto e sapendo di avere truppe in grado di attaccare una posizione nemica stabile ma probabilmente inesperte per uno scontro notturno contro un nemico mobile che conosce bene il territorio.
In ogni caso l'indubbia vittoria suscitò soddisfazione in Italia; il generale Alberto Pollio, capo di Stato Maggiore ritenne che "l'operazione fu ben combinata, ben condotta e ben eseguita" e in Libia eliminò la pressione su Tripoli permettendo di occuparne definitivamente le oasi. L'oasi di Ain Zara fu fortificata e dotata di artiglieria e una ferrovia la collegò a Tripoli. Sidney Sonnino lo definì al tempo dell'impresa libica: "un uomo usato che soffre di stomaco da otto anni a questa parte". Luigi Barzini ne diede un ritratto impietoso: "Parola d'onore, se non sapessi che al tavolino vale qualche cosa (così dicono) lo prenderei per il più completo campione dell'imbecillità gallonata". Giovanni Giolitti, una fonte comunque non serena né mai obiettiva, rimarcò come Caneva mancasse di iniziativa e non si rendesse conto delle implicazioni di politica internazionale della sua condotta. Fu aspramente criticato per aver ignorato, suppostamente per ignavia e ristrettezza di vedute, nelle prime settimane dello sbarco italiano i notabili arabi locali; e per la sua condotta lenta, convenzionale, priva di iniziativa e passiva delle successive operazioni belliche. Gli addetti militari stranieri sul posto notarono con stupore il suo inesistente utilizzo della cavalleria in un terreno ad essa congeniale ed il fatto che non prendesse in considerazione di chiederne ulteriori contingenti oltre a quelli limitati già a sua disposizione.
Venne richiamato a fine agosto 1912 in Italia, e, anche per evitare che il suo richiamo venisse inteso come una punizione, venne promosso Generale d'Esercito (19 settembre 1912). Raggiunti i limiti d'età, Caneva lasciò il servizio attivo nel maggio 1914; durante la prima guerra mondiale non venne richiamato in servizio (anche a causa del fatto che era tecnicamente superiore per anzianità al generale Luigi Cadorna, Capo di Stato Maggiore), ma nel 1918 fu nominato dal capo del governo Vittorio Emanuele Orlando presidente della Commissione d'Inchiesta nominata per far luce sul disastro di Caporetto.
"Reputato universalmente Massone", secondo Giordano Gamberini.
Carlo Caneva morì a Roma nel 1922. È sepolto nel Claustro Nuovo Nord della Certosa di Ferrara.

## Vita politica
Nel 1912 fu nominato senatore del Regno, carica che ricoprì fino al 1922. Dopo Caporetto fu presidente della commissione d'inchiesta, della quale fecero parte anche il vice-ammiraglio Felice Napoleone Canevaro in qualità di vicepresidente, poi sostituito da Alberto De Orestis, il generale Ottavio Ragni, l'avvocato militare generale Donato Antonio Tommasi, il senatore avvocato Paolo Ernesto Bensa e il colonnello Fulvio Zugaro come segretario generale, assistiti dal futuro generale Luigi Efisio Marras.